# Patan (Madhya Pradesh)
Patan è una suddivisione dell'India, classificata come nagar panchayat, di 13.215 abitanti, situata nel distretto di Jabalpur, nello stato federato del Madhya Pradesh. In base al numero di abitanti la città rientra nella classe IV (da 10.000 a 19.999 persone).

## Geografia fisica
La città è situata a 23° 17' 38 N e 79° 41' 30 E.

## Società

### Evoluzione demografica
Al censimento del 2001 la popolazione di Patan assommava a 13.215 persone, delle quali 7.022 maschi e 6.193 femmine. I bambini di età inferiore o uguale ai sei anni assommavano a 1.836, dei quali 941 maschi e 895 femmine. Infine, coloro che erano in grado di saper almeno leggere e scrivere erano 8.667, dei quali 5.078 maschi e 3.589 femmine.